# Erwin Hieger
Erwin Hieger (Vienne, 8 mai 1920 – Hollywood, 28 juin 2016) est un ancien arbitre de football autrichien naturalisé péruvien. 
Il fut arbitre international de 1959 à 1973. Autrichien lors du championnat sud-américain de 1957 à Lima, il dirige avec la nationalité péruvienne au cours des JO 1968 à Rome.

## Carrière
Il a officié dans les compétitions majeures suivantes : 
- Championnat sud-américain 1957 (6 matchs)
- JO 1968 (2 matchs)